# Pigmentierter neuroektodermaler Tumor

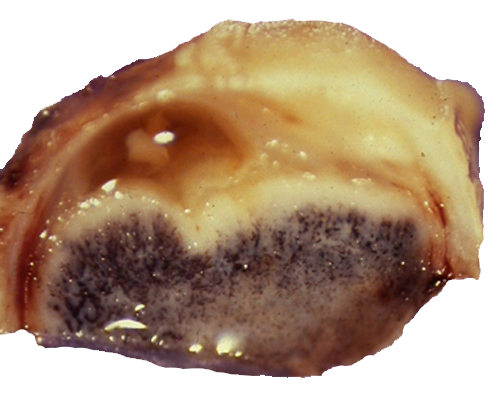
Knochenresektat mit Pigmentierung unter der Oberfläche bei einem melanotischen neuroektodermalen Tumor bei einem Säugling

Der Pigmentierte neuroektodermale Tumor ist ein sehr seltener Tumor des Schädels bei Kindern. Meist tritt er im Oberkiefer bei Kleinkindern auf. Er gilt als lokal aggressiv, ansonsten als gutartig.
Der Tumor entspringt der Neuralleiste und gehört zu den Neuroektodermalen Tumoren.
Synonyme sind: Melanoameloblastom; (veraltet: Melanotisches Progonom; Retinalanlage-Tumor); englisch Melanotic neuroectodermal tumor of infancy; MNTI
Die Erstbeschreibung stammt aus dem Jahre 1918 als „Kongenitales Melanocarcinom“ durch E. Krompecher. (zit. Nach)
Die Bezeichnung „Melanotic Neuroectodermal Tumor of Infancy“ wurde im Jahre 1966 von E. D. Borello und R. J. Gorlin vorgeschlagen.

## Verbreitung
Die Häufigkeit ist nicht bekannt, seit der Erstbeschreibung wurde über etwa 500 Betroffene berichtet. Fast alle Patienten sind bei Entdeckung des Tumors unter einem Jahr alt, etwa 80 % unter 6 Monaten. Ob eines der Geschlechter häufiger betroffen ist, wird in der Literatur uneinheitlich beantwortet.

## Klinische Erscheinungen
Klinische Kriterien sind:
- Manifestation im Alter von wenigen Monaten
- Lokalisation in mehr als 2/3 im Oberkiefer
- Schnell wachsende Raumforderung, nur manchmal offensichtlich Melanine enthaltend, mitunter Zahnverlagerung oder Verformung des Mundbereichtes mit Fütterungsproblemen

Der Tumor gilt als gutartig, aber lokal aggressiv und kann maligne entarten.

## Diagnose
Die Diagnose ergibt sich mithilfe der medizinische Bildgebung und wird immunhistochemisch bestätigt. Der Tumor produziert Vanillinmandelsäure, aber nur in 35 % mit hohem Plasmaspiegel.

## Differentialdiagnostik
Abzugrenzen sind:
- Rhabdomyosarkom
- Lymphom
- Ewing-Sarkom
- Melanom

## Therapie
Die bevorzugte Behandlung ist die vollständige operative Entfernung.
Bei etwa 15 % kommt ein Wiederauftreten innerhalb der ersten 12 Monate vor. Als Adjuvante Therapie kommt eine Chemotherapie infrage.